# Richland County, North Dakota
Richland County är ett administrativt område i delstaten North Dakota, USA, med 16 321 invånare. Den administrativa huvudorten (county seat) är Wahpeton. 

## Geografi
Enligt United States Census Bureau så har countyt en total area på 3 745 km². 3 722 km² av den arean är land och 23 km² är vatten.

### Angränsande countyn
- Cass County - nord
- Wilkin County, Minnesota - öst
- Traverse County, Minnesota - sydöst
- Roberts County, South Dakota - syd
- Sargent County och Ransom County - väst